# Pseudoromicia kityoi
Pseudoromicia kityoi és una espècie de ratpenat de la família dels vespertiliònids. És endèmic d'Uganda. El seu hàbitat natural són les selves pluvials, on viu a altituds properes a 1.100 msnm. Té una llargada total de 88–89 mm, la cua de 34–36 mm i un pes de 7,9–8 g. Fou anomenat en honor del mastòleg Robert M. Kityo. Com que fou descobert fa poc, encara no se n'ha avaluat l'estat de conservació, tot i que els seus descriptors recomanaren que es classifiqués com a espècie amb dades insuficients.